# Freddie de Guingand
El Major-General Sir Francis Wilfred de Guingand KBE CB DSO (28 de febrer de 1900 – 29 de juny de 1979), més conegut com a Freddie de Guingand, va ser un oficial de l'exèrcit britànic que serví amb el mariscal Montgomery des d'El Alamein fins a la rendició de la Wehrmacht a l'oest. Va ser un oficial brillant d'estat major, demostrat pel fet que Montgomery, que no demanava menys que la perfecció, el va mantenir com a cap del seu estat major durant dos anys i mig. A més va ser un diplomàtic consumat, les habilitats del qual es demostraren vitals per mantenir les relacions entre el notòriament difícil Montgomery i els seus parells i superiors.

## Biografia
De Guingand va néixer a Acton, Londres i, després que la Navy el rebutgés per ser daltònic, s'uní a l'Exèrcit. De Guingand estudià a l'Ampleforth College i es graduà a l'Acadèmia Militar Sandhurst el 1918. S'uní al Middlesex Regiment el 1919, i després als King's African Rifles entre 1926 i 1931. va ser oficial comandant a Nyasaland entre 1930–1931, abans de tornar al seu regiment. Entre 1933 i 1936 serví com a assistent militar del Secretari d'Estat per la Guerra.
Malgrat suspendre els exàmens d'accés per assistir a l'Acadèmia d'Estat Major, va ser admès al curs 1935-36 a Camberley gràcies a la intervenció de Montgomery, amb qui havia servir durant la dècada de 1920 i amb qui mantenia amistat.

### Segona Guerra Mundial
En el moment de l'esclat de la Segona Guerra Mundial al setembre de 1939, encara major, de Guingand tornà a ser assistent militar del Secretari d'Estat per la Guerra, ocupació en la que va haver de tractar amb els màxims oficials de l'Exèrcit i desenvolupà habilitats en la diplomàcia. El gener de 1940 va ser destinat com a instructor del nou col·legi d'estat major a Haifa amb rang de tinent coronel. Després d'un breu període com a comandant de l'Acadèmia d'Operacions Combinades, de recent creació, va ser nomenat al desembre de 1940, sota la recomanació del comandant del comandant de l'acadèmia d'estat major Eric Dorman-Smith, a l'estat major conjunt de planificació del Comandament de l'Orient Mitjà a Cairo, on també assumí el càrrec de secretari del Comitè de Comandants en Cap.
Va estar envoltat per la controvèrsia quan es descobrí que havia estat planejat des d'una data molt prompte per iniciativa pròpia l'evacuació de la força expedicionària a Grècia. Malgrat això, amb el suport dels comandants en cap naval i aeri se li permeté que continués amb els seus plans.
Al febrer de 1942 Dorman-Smith, llavors segon del Cap de l'Estat Major General a Cairo, recomanà a de Gingaud pel càrrec vacant de Director d'Intel·ligència Militar, Orient Mitjà. En aquest paper es demostrà molt eficient i després de la Primera Batalla d'El Alamein va ser nomenat Brigadier General d'Estat Major (Operacions) del Vuitè Exèrcit.
Quan Montgomery va ser nomenat comandant del Vuitè Exèrcit a l'agost de 1942, avisà a de Guingand perquè es trobés amb ells. Posteriorment escriuria 
| « | Freddie de Guingdand i jo érem amics des de feia molt de temps (...) Tenia una ment àgil i fèrtil, i sempre m'havia semblat un oficial extraordinari. (...) L'abast de la tasca que m'esperava començava a fer-se evident. Jo sabia que no podia enfrontar-m'hi sol; necessitava d'algú que m'ajudés, un home d'intel·ligència ràpida i clara, que sabés assumir responsabilitats i que s'encarregués dels detalls, deixant-me lliure per encarregar-me dels problemes principals; un cap d'estat major que s'ocupés dels complexos i menors afers de personal i que em deixés lliure per encarregar-me del comandament (...) Abans d'arribar al Quarter General del VIII Exèrcit havia decidit que de Guingand era l'home idoni pel càrrec. (...) Mai no m'he penedit d'aquesta decisió. | » |

A partir d'aquell moment, serviria com a cap d'estat major de Montgomery, responsable de la marxa dels exèrcits de Montgomery, en el seu viatge des d'Egipte fins al Rin. Va ser promogut a major general després de la rendició de les forces de l'Eix al nord d'Àfrica al maig de 1943.
De Guingand es demostrà indispensable per a Montgomery, no només a la batalla, sinó que també per les seves relacions amb els estatunidencs. De Guingand semblava que hagués estat beneït per una considerable habilitat diplomàtica, la qual li resultà molt útil mentre que servia amb Montgomery. Va tenir una relació molt propera amb el general Bedell Smith, cap de l'estat major del comandant suprem Aliat, Dwight Eisenhower, i va ser capaç de lidiar sobre les múltiples dificultats que sorgien a causa de la problemàtica relació entre Montgomery i els seus parells i els seus superiors. L'abril del 1945 va ser fet Comandant de la Legió del Mèrit. El 1944 va ser fet Cavaller de l'Imperi Britànic, un rar honor per a un simple major general.
Fer front a aquests problemes va crear una gran tensió sobre de Guingand i durant la primera meitat de 1944 va estar de baixa per malaltia en diverses ocasions. Després del final de les hostilitats a Europa passà temps recuperant-se, però encara no ho estava del tot quan va ser nomenat Director d'Intel·ligència Militar a l'Oficina de Guerra. Montgomery esperava succeir a Alan Brooke com a Cap de l'Estat Major Imperial el 1946 i va dir a de Guingand que el volia com el seu segon. Però, encara recuperant-se de la malaltia, de Guingand no impressionà a Brooke i no se'l nomenà pel càrrec.

### Postguerra
El 1946 de Guingand es retirà de l'exèrcit i es traslladà a Rhodèsia del Sud per seguir una carrera als negocis, assolint un èxit considerable. A més va escriure diversos llibres: Operation Victory, Generals at War, African Assignment i From Brass Hat to Bowler Hat. Les seves memòries no deixaren sempre a Montgomery en un bon paper, i de resultes la seva amistat se'n veié ressentida.
El 1973 va aparèixer a la sèrie documental World at War.

## Dates de promoció[8]
- Tinent de 2a - 17/12/1919
- Tinent - 17/12/1921
- Capità - 08/03/1930 (en funcions: 10/06/1929-07/03/1930)
- Major - 01/08/1938
- Tinent Coronel - 26/08/1942 (en funcions: 11/12/1940-10/03/1941, 11/03/1941-25/08/1942)
- Coronel - 01/12/1944 (en funcions: 26/02/1942-25/08/1942; 26/08/1942-30/11/1944)
- Brigadier (en funcions: 26/02/1942-25/08/1942)
- Major General - 10/09/1946, 22/03/1945 (en funcions: 20/04/1943-30/11/1943; 01/12/1944-08/09/1945, 19/09/1945-09/09/1946)

## Condecoracions
- Cavaller Comandant de l'orde de l'Imperi Britànic – 29 de juny de 1944
  - Comandant de l'orde de l'Imperi Britànic – 26 de febrer de 1943
  - Oficial de l'orde de l'Imperi Britànic – 30 de desembre de 1941
- Company de l'orde del Bany – 10 d'octubre de 1943
- Company de l'orde del Servei Distingit – 5 de novembre de 1942
- Estrella de 1939-45
- Estrella d'Àfrica
- Estrella d'Itàlia
- Estrella de França i Alemanya
- Medalla de la Guerra 1939-1945
- 3 Mencions als Despatxos (24 de juny de 1943, 9 d'agost de 1945, 8 de novembre de 1945)
- Medalla del Servei Distingit a l'Exèrcit (Estats Units)
- Comandant de la Legió del Mèrit (Estats Units)
- Legió d'Honor (França)
- Creu de Guerra 1939-1945 (França)
- Orde de Kutúzov de 3a classe (Unió Soviètica)
- Comandant de l'orde d'Orange Nassau (Països Baixos)